# Spur (Mathematik)
Die Spur (Spurfunktion, Spurabbildung) ist ein Konzept in den mathematischen Teilgebieten der Linearen Algebra sowie der Funktionalanalysis und wird auch in der Theorie der Körper und Körpererweiterungen verwendet.

## Die Spur in der linearen Algebra

### Definition
In der linearen Algebra bezeichnet man als die Spur einer quadratischen {\displaystyle n\times n}-Matrix {\displaystyle A} über einem Körper {\displaystyle K} die Summe der Hauptdiagonalelemente dieser Matrix. Für die Matrix
{\displaystyle A={\begin{pmatrix}a_{11}&a_{12}&\cdots &a_{1n}\\a_{21}&a_{22}&\cdots &a_{2n}\\\vdots &\vdots &\ddots &\vdots \\a_{n1}&a_{n2}&\cdots &a_{nn}\end{pmatrix}}}
ist also
{\displaystyle \operatorname {Spur} (A)=\sum _{j=1}^{n}a_{jj}=a_{11}+a_{22}+\dotsb +a_{nn}\in K.}
Gilt {\displaystyle \operatorname {Spur} (A)=0}, so bezeichnet man die Matrix {\displaystyle A} als spurfrei.
Statt {\displaystyle \operatorname {Spur} } sind auch die Schreibweisen {\displaystyle \operatorname {spur} }, {\displaystyle \operatorname {spr} }, {\displaystyle \operatorname {Sp} } oder {\displaystyle \operatorname {sp} } oder vom englischen Begriff trace abgeleitet auch {\displaystyle \operatorname {Trace} }, {\displaystyle \operatorname {trace} }, {\displaystyle \operatorname {Tr} } oder {\displaystyle \operatorname {tr} } gebräuchlich.

### Eigenschaften
- Die Spur einer Matrix ist die Summe ihrer Eigenwerte (mit algebraischer Vielfachheit). Für diagonalisierbare Matrizen sind algebraische Vielfachheit und geometrische Vielfachheit identisch, so dass die Vielfachheit eines Eigenwertes der Anzahl seiner zugehörigen (linear unabhängigen) Eigenvektoren entspricht.

- Im charakteristischen Polynom einer Matrix tritt das Negative der Spur als zweithöchster Koeffizient auf.[1]

- Die Spur einer {\displaystyle n\times n}-Matrix {\displaystyle A} ist gleich der Spur ihrer transponierten Matrix, das heißt, es gilt

{\displaystyle \operatorname {Spur} (A)=\operatorname {Spur} \left(A^{T}\right)}.
- Die Spur ist eine lineare Abbildung, das heißt, für {\displaystyle n\times n}-Matrizen {\displaystyle A} und {\displaystyle B} sowie {\displaystyle r,s\in K} gilt

{\displaystyle \operatorname {Spur} (rA+sB)=r\cdot \operatorname {Spur} (A)+s\cdot \operatorname {Spur} (B)}.
- Unter der Spur dürfen Matrizen {\displaystyle A\in K^{n\times m}} und {\displaystyle B\in K^{m\times n}} vertauscht werden, das heißt

{\displaystyle \operatorname {Spur} (A\cdot B)=\operatorname {Spur} (B\cdot A)}: Beides ist {\displaystyle \textstyle \sum _{i,j}a_{ij}b_{ji}}.
Daraus folgt sofort im Fall {\displaystyle m=n}, dass die Spur des Kommutators verschwindet, das heißt {\displaystyle \operatorname {Spur} (AB-BA)=0}.
- Aus der letzten Eigenschaft folgt die Invarianz der Spur unter zyklischen Vertauschungen. Beispielsweise ist für drei {\displaystyle n\times n}-Matrizen {\displaystyle A}, {\displaystyle B} und {\displaystyle C}:

{\displaystyle \operatorname {Spur} (A\cdot B\cdot C)=\operatorname {Spur} (C\cdot A\cdot B)=\operatorname {Spur} (B\cdot C\cdot A)}.
- Weiter folgt hieraus, dass zwei zueinander ähnliche Matrizen die gleiche Spur haben. Für eine {\displaystyle n\times n}-Matrix {\displaystyle A} und eine invertierbare {\displaystyle n\times n}-Matrix {\displaystyle B} gilt

{\displaystyle \operatorname {Spur} \left(B^{-1}\cdot A\cdot B\right)=\operatorname {Spur} (A)}.
Die Spur ist somit invariant unter Basistransformationen.
- Sind {\displaystyle A} und {\displaystyle B} {\displaystyle n\times n}-Matrizen, wobei {\displaystyle A} positiv definit und {\displaystyle B} nicht negativ ist, so gilt

{\displaystyle \operatorname {Spur} (A\cdot B)\geq 0}.
- Ist {\displaystyle A} symmetrisch und {\displaystyle B} anti-symmetrisch, so gilt

{\displaystyle \operatorname {Spur} (A\cdot B)=0}.
- Die Spur einer reellen oder komplexen idempotenten Matrix {\displaystyle A} ist gleich ihrem Rang, das heißt, es gilt

{\displaystyle \operatorname {Spur} (A)=\operatorname {Rang} (A).}
(Für Matrizen mit Einträgen aus einem anderen Körper gilt diese Identität nur modulo der Charakteristik des Körpers.)
- Für alle reellen oder komplexen {\displaystyle n\times n}-Matrizen {\displaystyle A} gilt

{\displaystyle \det \left(\exp(A)\right)=\exp \left(\operatorname {Spur} (A)\right)},
wobei {\displaystyle \exp(A)} das Matrixexponential von {\displaystyle A} bezeichnet.
- Umgekehrt gilt für jede diagonalisierbare reelle Matrix {\displaystyle A}

{\displaystyle \operatorname {Spur} (\ln A)=\ln(\det A)}.
(Die Identität beruht darauf, dass man Funktionen diagonalisierbarer Matrizen – hier den natürlichen Logarithmus – über die Eigenwerte definieren kann.)
- Mittels {\displaystyle \langle A,B\rangle :=\operatorname {Spur} (AB^{*})} lässt sich das Frobenius-Skalarprodukt auf den (reellen oder komplexen) {\displaystyle n\times n}-Matrizen definieren, so dass wegen der Cauchy-Schwarzschen Ungleichung gilt

{\displaystyle \vert \operatorname {Spur} (AB^{*})\vert \leq (\operatorname {Spur} (AA^{*}))^{\frac {1}{2}}(\operatorname {Spur} (BB^{*}))^{\frac {1}{2}}}.

### Spur eines Endomorphismus
Ist {\displaystyle V} ein endlichdimensionaler Vektorraum und {\displaystyle f\colon V\to V} eine lineare Abbildung, also ein Endomorphismus von {\displaystyle V}, so definiert man die Spur von {\displaystyle f} als die Spur einer Darstellungsmatrix von {\displaystyle f} bezüglich einer beliebigen Basis von {\displaystyle V}. Nach den obengenannten Eigenschaften ist die Spur unabhängig von der Wahl dieser Basis.

### Koordinatenfreie Definition der Spur
Ist {\displaystyle V} ein endlichdimensionaler {\displaystyle K}-Vektorraum, so kann man den Raum der Endomorphismen auf {\displaystyle V} mit {\displaystyle V\otimes V^{*}} identifizieren via {\displaystyle (v\otimes \alpha )(w)=\alpha (w)\cdot v}. Weiter ist die natürliche Paarung eine kanonische bilineare Abbildung {\displaystyle t\colon V\times V^{*}\rightarrow K}, die aufgrund der universellen Eigenschaft des Tensorprodukts eine lineare Abbildung {\displaystyle t'\colon V\otimes V^{*}\rightarrow K} induziert. Man sieht leicht ein, dass diese unter der obigen Identifikation {\displaystyle V\otimes V^{*}\simeq \operatorname {End} (V)} gerade die Spur eines Endomorphismus ist.

## Die Spur in der Funktionalanalysis

### Spurklasseoperator
Das Konzept der Spur in der linearen Algebra kann auch auf unendlichdimensionale Räume ausgedehnt werden. Ist {\displaystyle H} ein Hilbertraum mit einer Orthonormalbasis {\displaystyle (e_{i})_{i\in I}}, dann definiert man für einen Operator {\displaystyle A\colon H\to H} die Spur mittels
{\displaystyle \operatorname {Spur} (A):=\sum _{i\in I}\langle Ae_{i},e_{i}\rangle ,}
falls die Summe existiert. Die Endlichkeit dieser Summe ist abhängig von der Wahl der Orthonormalbasis. Operatoren, für die dies immer der Fall ist (diese sind immer kompakt), also deren Spur über alle Orthonormalbasen endlich ist, werden Spurklasseoperatoren genannt. Bei Spurklassenoperatoren ist die Summe unabhängig von der Wahl der Orthonormalbasis, und somit ist die Spur für diese wohldefiniert.
Viele Eigenschaften der Spur aus der linearen Algebra übertragen sich unmittelbar auf Spurklasseoperatoren.

### Anwendung in der Quantenmechanik
In der Quantenmechanik beziehungsweise der Quantenstatistik verallgemeinert man den Begriff der Spur so, dass auch Operatoren erfasst werden, die keine Spurklasseoperatoren sind. Und zwar brauchen diese Operatoren, wie zum Beispiel der grundlegende Hamiltonoperator (Energie-Operator) {\displaystyle {\mathcal {H}}} des Systems, nur selbstadjungiert zu sein. Sie besitzen dann eine Spektraldarstellung {\displaystyle \textstyle A=\int _{\lambda \in \,\operatorname {Spec} _{A}}\lambda \mathrm {d} {\mathcal {E}}_{A}}, wobei {\displaystyle \operatorname {Spec_{A}} } das Spektrum von {\displaystyle A} ist, während λ eine Zahl der reellen Achse ist und die Integrale {\displaystyle \textstyle \int _{\Delta {\operatorname {Spec} _{A}}}{\mathrm {d} }{\mathcal {E}}_{A}} Projektionsoperatoren auf die zu λ gehörigen Eigenfunktionen (Punktspektrum!) bzw. Eigenpakete (kontinuierliches Spektrum) sind. Es gilt dann, wenn man es zum Beispiel mit einer Abbildung von Operatoren zu tun hat, etwa mit der Exponentiation eines Operators, {\displaystyle A\to A'=e^{-{\frac {A}{T}}}\,:}
{\displaystyle \operatorname {Spur} (A'):=\int _{\lambda \in \,\operatorname {Spec} _{A}}e^{-{\frac {\lambda }{T}}}\,\,\mathrm {d} p_{A}(\lambda )\,.}
Dabei ist {\displaystyle \mathrm {d} p_{A}(\lambda )} ein zu den oben definierten Projektionsoperatoren passendes Maß, z. B. im Falle des Punktspektrums das Diracmaß, {\displaystyle \mathrm {d} p_{A}(\lambda )=\delta (\lambda -a_{i})\mathrm {d} \lambda \,,} wobei {\displaystyle a_{i}} der betrachtete Eigenwert ist, und {\displaystyle \delta (\lambda -a_{i})} die bei {\displaystyle a_{i}} zentrierte Delta-Distribution. Der Parameter {\displaystyle T} hat in konkreten Fällen die Bedeutung der Kelvin-Temperatur des Systems, und es wurde die Regel benutzt, dass alle Funktionen eines Operators, {\displaystyle A\to A':=f(A)}, dieselben Eigenvektoren besitzen wie schon der Operator {\displaystyle A} selbst, während die Eigenwerte sich ändern, {\displaystyle a_{\lambda }\to f(a_{\lambda })\,,\,\,\forall \lambda \in {\operatorname {Spec_{A}} }.}
Auch wenn das Integral für {\displaystyle T\to \infty } divergieren würde, ist die Anwendung der Formel u. U. sinnvoll, weil die Spurbildung in der Quantenstatistik fast immer in der Kombination {\displaystyle {\operatorname {Spur} }\,\left\{e^{-{\frac {\mathcal {H}}{T}}}\,A/{\operatorname {Spur} }\,e^{-{\frac {\mathcal {H}}{T}}}\right\}} auftritt. Diese Kombination ist der sogenannte Thermische Erwartungswert {\displaystyle \langle A\rangle _{T}} der Messgröße, bei dem sich eventuelle Divergenzen im Zähler und im Nenner gegenseitig kompensieren würden.
Verwandte Integrale können also auch dann konvergieren, wenn der Operator {\displaystyle A} nicht der Spurklasse angehört. In diesem Fall ist der Ausdruck beliebig genau durch Summen von Spurklasse-Operatoren (sogar durch endliche Summen) approximierbar, ähnlich wie Integrale so angenähert werden können.
Jedenfalls empfiehlt es sich, bei der Frage der Konvergenz der betrachteten Ausdrücke pragmatisch vorzugehen und z. B. im vorliegenden Fall zu beachten, dass eventuelle Spektralanteile, die betragsmäßig sehr viel größer sind als der Temperaturfaktor {\displaystyle T}, exponentiell klein werden.
In der Quantenstatistik tritt die Partialspur auf, welche als Verallgemeinerung der Spur aufgefasst werden kann. Für einen Operator {\displaystyle Z}, der auf dem Produktraum {\displaystyle A\otimes B} lebt, ist die Spur gleich der Hintereinanderausführung der Partialspuren über {\displaystyle A} und {\displaystyle B}:
{\displaystyle \operatorname {Spur} (Z)=\operatorname {Spur} _{A}(\operatorname {Spur} _{B}(Z))=\operatorname {Spur} _{B}(\operatorname {Spur} _{A}(Z))}.

## Die Spur in Körpererweiterungen
Ist {\displaystyle L/K} eine endliche Körpererweiterung, dann ist die Spur eine {\displaystyle K}-lineare Abbildung von {\displaystyle L} nach {\displaystyle K}. Fasst man {\displaystyle L} als {\displaystyle K}-Vektorraum auf, dann definiert man die Spur eines Elementes {\displaystyle \alpha \in L} als die Spur der Darstellungsmatrix des {\displaystyle K}-linearen Endomorphismus {\displaystyle L\ni x\mapsto \alpha \cdot x\in L}.
Falls {\displaystyle L/K} galoissch ist, lässt sich die Spur eines Elements {\displaystyle \alpha \in L} als Summe seiner Konjugierten darstellen:
{\displaystyle \operatorname {Tr} _{L/K}(\alpha )=\sum _{\sigma \in \operatorname {Gal} (L/K)}\sigma (\alpha )}.